# Плачковиця
Плачковиця — гірський хребет, розташований у східній частині Республіки Македонія. Знаходиться між містами Радовиш і Виниця.
Найвищий пік хребта — гора Лисець (1754 м). Довжина головного хребта становить 34 км. Долина річки Зрновська розділяє гори на дві частини: східну і західну. Найвищою вершиною західної частини є Туртел (1689 м). Інші великі вершини масиву: Чупино Брдо (1725 м), Бел Камен (1707 м) і Кара Тепе (1625 м).
Лисець є популярним маршрутом сходження у місцевих альпіністів, будучи однією з найскладніших вершин у масштабі в цій частині Республіки Македонія. Вершина гори часто покрита снігом навіть у червні. В районі піку розташовані два гірських будиночка: Вртешка з боку Штипа і Джума з боку Радовиша.
У горах є кілька печер, з яких 5 доступні для відвідування. Найбільша з них Велика печера має довжину 600 метрів.
Хребет Плачковиці складений переважно гранітом, кристалічними сланцями, гнейсами і мармуром. Гори порізані численними глибокими річковими долинами. Річки північних схилів більш глибокі з великою кількістю порогів і водоспадів.
Клімат у горах Плачковиці помірно-континентальний, з деяким впливом середземноморського клімату. Середньорічна температура становить близько 10-12 °C. Середньорічна кількість опадів коливається від 500 мм у нижній частині до 800 мм в більш високих частинах.
Існують плани будівництва в горах Плачковиця першої македонської астрономічної обсерваторії. Вона має бути перебувати під управлінням університету міста Штип.